# Хашезеро
Ха́шезеро — деревня в составе Шуньгского сельского поселения Медвежьегорского района Республики Карелия.

## География
Деревня Хашезеро расположена на Заонежском полуострове, на восточном берегу озера Хаш.

## История
В первой половине XVIII века в Харине (ставшим впоследствии частью Хашезера) была построена часовня Екатерины, освящённая в честь Екатерины Александрийской.
В конце XIX века над притвором была надстроена колокольня. В 1930-х годах колокольня была разрушена, а сам храм был переоборудован в клуб, позднее — в магазин, а затем — в склад, в связи с чем подвергся ряду переделок. Тем не менее здание сохранило историко-архитектурную ценность как пример традиционной заонежской культовой постройки с хорошо различимыми следами реконструкций.
В начале XIX века в честь событий Отечественной войны 1812 года в деревне был сооружён Поклонный крест. В XX веке, признанный памятником архитектуры, поклонный крест был перенесён в музей-заповедник «Кижи».
В конце XIX века, благодаря высокому уровню развития льноводства в Заонежье и активной торговле, широкое развитие получила вышивка, отличавшаяся оригинальным орнаментальным строем и разнообразием технических приёмов. В начале XX века заонежская вышивка превратилась из народного промысла в вид декоративно-прикладного искусства. 20 сентября 1929 года в деревне Хашезеро была образована артель вышивальщиц «Хашезерская вышивка», позднее известная под названиями «Заонежская вышивка» и «Карельские узоры».
В результате сокращения населения в 1957 году деревни Кузнецово, Нестерово, Павликово и Харино были объединены под общим названием Хашезеро.

## Население
| 2002 | 2010 | 2013 |
| ---- | ---- | ---- |
| 4    | ↘0   | ↗1   |

## Известные уроженцы
Костин Иван Алексеевич (1931—2015) — русский поэт и писатель, Заслуженный работник культуры Российской Федерации (2000), Заслуженный работник культуры Карелии, Народный писатель Республики Карелия (2015).